# Kújarivka
Kújarivka (del ruso: Ку́харивка) es un seló del raión de Yeisk del krai de Krasnodar, en Rusia. Está situado en las tierras bajas de Kubán-Azov, en la península de Yeisk, 12 km al suroeste de Yeisk y 187 km al noroeste de Krasnodar, la capital del krai. Tenía 2 047 habitantes en 2010.
Es cabeza del municipio Kújarivskoye, al que pertenecen asimismo Vorontsovka, Krasnoarméiskoye y Priazovka.

## Historia
El jútor Kujarivski fue fundado en 1910 en tierras de Novomyshastovskaya. Fue bautizado en homenaje al atamán del otdel de Yeisk, el general-mayor Aleksandr Kújarenko, hijo de Yákiv Kujarenko.

## Transporte
Por la localidad pasa la carretera Yeisk-Kamyshevátskaya.